# Matías Fracchia
Matías Fracchia Moreira (Santiago, Región Metropolitana, Chile, 21 de septiembre de 1995), es un futbolista chileno que juega de defensa, actualmente se encuentra en Coritiba del Campeonato Brasileño de Serie B. Además fue internacional con las selecciones sub-20 de Uruguay y Estados Unidos. 
Es hijo de Marcelo Fracchia jugador que en la década de los 90 jugó en Deportes Temuco, Colo-Colo y Unión Española.

## Trayectoria
Nació en Santiago de Chile en el año 1995 cuando su padre Marcelo Fracchia jugaba por la Unión Española, gran parte de su infancia la vivió en ese país, luego partió junto a su familia a Estados Unidos, en Norteamérica vivió gran parte de su adolescencia, jugando al fútbol en la escuela Club Arsenal Matador, para posteriormente pasar a las inferiores del New York Red Bulls. Luego, ingresó a estudiar Sports Management en la Universidad de Carolina del Norte  desde ahí que quiso convertirse en jugador profesional y pasó por la liga universitaria de ese país. Durante esos años pasó por las divisiones menores de la Selección de Estados Unidos y a su vez también la Uruguaya debido a que cuenta con las 2 nacionalidades.
Durante el año 2016 se unió a la pretemporada de Unión Española a prueba, pero no quedó debido a una fractura en el tercer metatarsiano de su pie izquierdo. En 2017, probó suerte en varios clubes de la capital pero no fructificaron, hasta que llegó a Deportes Temuco quién dirigía Dalcio Giovagnoli. En el cuadro pije solo disputó amistosos y no pudo debutar en el primer equipo. Luego de esto en 2018 pasó al Barnechea quién disputaba el torneo de Primera B, en los Huaicocheros solo fue suplente en 4 encuentros y disputó 2 partidos por Copa Chile.
Luego de no tener la continuidad que esperaba va a Deportes Vallenar que era dirigido por el argentino Jeremías Viale, en los Albiverdes es donde más ha jugado, cerca de 24 encuentros entre campeonato de Segunda División Profesional y Copa Chile convirtiéndose en pilar fundamental en el equipo.
En febrero de 2020 da el gran salto en su carrera y ficha por O'Higgins dirigido por Patricio Graff, debutó el 10 de febrero en un partido disputado contra Santiago Wanderers en el Estadio El Teniente de Rancagua, partido que finalizó 2-1 en favor del Capo de Provincia, cumpliendo así su anhelo de jugar en Primera División.
En diciembre de 2022 fue presentado como refuerzo para el club Comunicaciones de Guatemala para el torneo Clausura del 2023 de Liga Nacional de Fútbol de Guatemala.

## Estadísticas
Estadísticas actualizadas hasta el 6 de marzo de 2024
| Deportes Temuco · Chile | 1.ª              | 2017             | 0   | 0 | 0 | 0 | 0  | 0 | 0   | 0 |
| Deportes Temuco · Chile | Total club       | Total club       | 0   | 0 | 0 | 0 | 0  | 0 | 0   | 0 |
| Barnechea · Chile | 2.ª              | 2018             | 0   | 0 | 2 | 0 | 0  | 0 | 2   | 0 |
| Barnechea · Chile | Total club       | Total club       | 0   | 0 | 2 | 0 | 0  | 0 | 2   | 0 |
| Deportes Vallenar · Chile | 3.ª              | 2019             | 21  | 0 | 3 | 0 | 0  | 0 | 24  | 0 |
| Deportes Vallenar · Chile | Total club       | Total club       | 21  | 0 | 3 | 0 | 0  | 0 | 24  | 0 |
| O'Higgins · Chile | 1.ª              | 2020             | 15  | 0 | 0 | 0 | 0  | 0 | 15  | 0 |
| O'Higgins · Chile | 1.ª              | 2021             | 14  | 0 | 3 | 0 | 0  | 0 | 17  | 0 |
| O'Higgins · Chile | Total club       | Total club       | 29  | 0 | 3 | 0 | 0  | 0 | 32  | 0 |
| Montevideo Wanderers · Uruguay                                                                                                 | 1.ª              | 2022             | 20  | 1 | 1 | 0 | 5  | 0 | 26  | 1 |
| Montevideo Wanderers · Uruguay                                                                                                 | Total club       | Total club       | 20  | 1 | 1 | 0 | 5  | 0 | 26  | 1 |
| Comunicaciones · Guatemala | 1.ª              | 2023             | 39  | 3 | 0 | 0 | 7  | 0 | 46  | 1 |
| Comunicaciones · Guatemala | Total club       | Total club       | 39  | 1 | 0 | 0 | 7  | 0 | 46  | 1 |
| Danubio · Uruguay | 1.ª              | 2024             | 3   | 1 | 0 | 0 | 1  | 1 | 4   | 2 |
| Danubio · Uruguay | Total club       | Total club       | 3   | 1 | 0 | 0 | 1  | 1 | 4   | 2 |
| Total en carrera | Total en carrera | Total en carrera | 112 | 3 | 9 | 0 | 13 | 1 | 134 | 4 |
| (1)Incluye datos de la Copa Chile y Copa Uruguay. (2)Incluye datos de la Copa Sudamericana y Copa Centroamericana de Concacaf. |                  |                  |     |   |   |   |    |   |     |   |

## Palmarés

### Títulos nacionales
| Título                  | Club           | País      | Año    |
| ----------------------- | -------------- | --------- | ------ |
| Liga Nacional de Fútbol | Comunicaciones | Guatemala | 2023-A |